# Rara bakati’
Le rara bakati’ est une langue austronésienne parlée en Malaisie, dans l'État de Sarawak, dans le district de Lundu, ainsi qu'en Indonésie, dans le Kalimantan. La langue appartient à la branche malayo-polynésienne des langues austronésiennes.

## Classification
Le rara bakati’ est une des langues dayak des terres, un groupe des langues malayo-polynésiennes occidentales.

## Phonologie
Les tableaux présentent la phonologie du rara bakati’ parlé dans le « kampong » de Pueh, au Sarawak.

### Voyelles
|         | Antérieure | Centrale | Postérieure |
| ------- | ---------- | -------- | ----------- |
| Fermée  | i [i]      |          | u [u]       |
| Moyenne | e [e]      | ə [ə]    | o [o]       |
| Ouverte |            | a [a]    |             |

### Consonnes
|              |              | Bilabiales | Alvéolaires | Dorsales | Dorsales | Glottales |
| ------------ | ------------ | ---------- | ----------- | -------- | -------- | --------- |
| Palatales    | Vélaires     | Bilabiales | Alvéolaires |          |          | Glottales |
| Occlusives   | Sourde       | p [p]      | t [t]       |          | k [k]    | ʔ [ʔ]     |
| Occlusives   | Sonore       | b [b]      | d [d]       |          | g [g]    |           |
| Fricative    | Fricative    |            | s [s]       |          |          | h [h]     |
| Affriquée    | Sourde       |            |             | c [t͡ʃ]   |          |           |
| Affriquée    | Sonore       |            |             | j [d͡ʒ]   |          |           |
| Nasale       | Nasale       | m [m]      | n [n]       | ñ [ɲ]    | ŋ [ŋ]    |           |
| liquide      | liquide      |            | l [l]       |          |          |           |
| roulée       | roulée       |            | r [r]       |          |          |           |
| Semi-voyelle | Semi-voyelle | w [w]      |             |          |          |           |

## Particularités
De nombreuses séquences font se côtoyer deux voyelles. Il ne s'agit pas de diphtongues, les voyelles se prononçant comme deux syllabes. Ceci est le résultat de la chute des consonnes /-l-/ et /-y-/. Exemples comparés avec le malais:
- kuit (rara bakati’) - kulit (malais), peau
- baikahŋ (rara bakati’) - belakang (malais), dos

Autre trait la « préplosion » des nasales finales. On trouve /-pm/ , /-tn/ et /-kŋ/ .
- tuakŋ (rara bakati’) - tulang (malais), os

## Sources
- (en) Topping, Donald M., A Dialect Survey of the Land Dayaks of Sarawak, Language and Oral Traditions in Borneo. Selected Papers from the First Extraordinary Conference of The Borneo Reasearch Council, Kuching, Sarawak, Malaysia, August 4-9, 1990, pp. 247-274, Williamsburg, Borneo Research Council, 1990,  (ISBN 0962956864)